# Epirrhoe pupillata
Epirrhoe pupillata là một loài bướm đêm thuộc họ Geometridae. Loài này có ở vùng núi của châu Âu (từ miền trung Scandinavia to Anpơ) to Trung Á, Mông Cổ và Xibia.
Sải cánh dài 21–24 mm. Có hai lứa trưởng thành một năm con trưởng thành bay từ tháng 6 đến tháng 8.
Ấu trùng ăn Galium verum. Larvae can be được tìm thấy ở tháng 6/tháng 7 và từ tháng 8 đến tháng 10. Loài này qua đông dưới dạng nhộng.

## Phụ loài
- Epirrhoe pupillata pupillata
- Epirrhoe pupillata orientalis (Osthelder, 1909)

## Hình ảnh

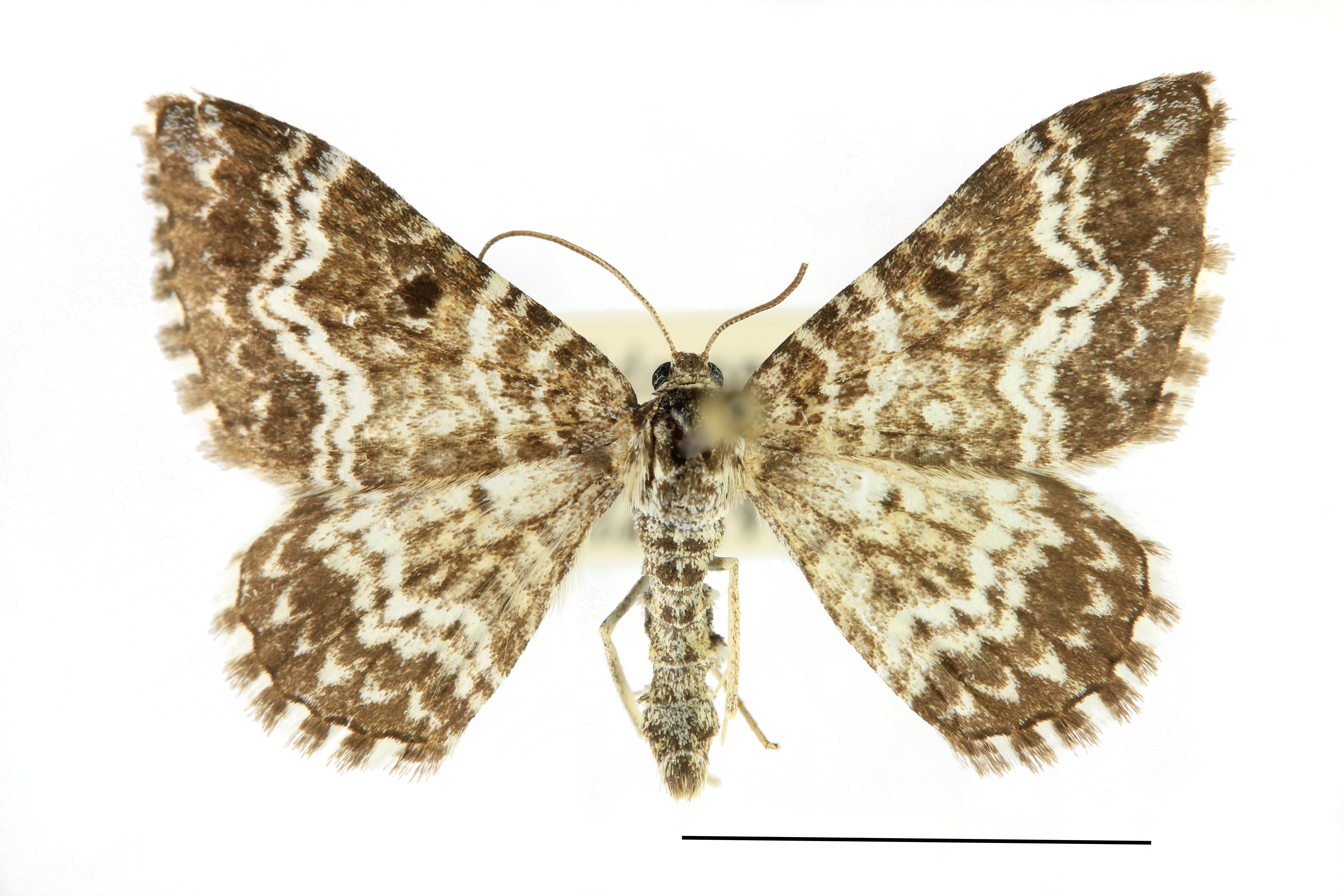